# Mank (flod)
Mank er en flod i delstaten Niederösterreich i Østrig. Floden er omkring 28 km lang og udspringer i nærheden af Plankenstein. Mank flyder gennem byerne Texing, Kirnberg an der Mank og Mank. Ved byen Sankt Leonhard am Forst munder Mank-floden ud i Melk-floden.
48°08′47″N 15°16′20″Ø / 48.1463°N 15.2721°Ø